# Mariela Campos (Fußballspielerin, 1998)
Mariela Campos Alvarado (* 7. Oktober 1998) ist eine costa-ricanische Fußballspielerin.

## Karriere

### Vereine
Bis Ende Januar 2023 war sie bei CS Herediano aktiv. Seitdem steht sie nun bei Saprissa FF unter Vertrag.

### Nationalmannschaft
Mit der costa-ricanischen U17 nahm sie an der Weltmeisterschaft 2014 teil und kam hier zu zwei Einsätzen. Danach war sie mit der U20 noch bei der CONCACAF U-20-Meisterschaft 2018 und erhielte hier wiederum in drei Partien Spielzeit.
Ihren ersten bekannten Einsatz für die costa-ricanische Nationalmannschaft war am 10. Juni 2018 bei einer 0:4-Freundschaftsspielniederlage gegen Chile. Danach nahm sie mit ihrer Mannschaft dann auch noch am Turnier der Zentralamerika- und Karibikspiele 2018 teil und erreichte hier den zweiten Platz mit ihrem Team. Danach war sie auch noch in der Qualifikation für den Gold Cup 2018 aktiv.
Nachdem sie mit der Mannschaft an der Qualifikation für die W Championship 2022 teilgenommen hatte, folgten nach der Endrunde bis 2023 noch ein paar weitere Freundschaftsspieleinsätze.
Am 8. Juli 2023 wurde sie für den Kader der Weltmeisterschaft 2023 nominiert.